# Forêt nationale d'Umpqua
La forêt nationale d'Umpqua est une forêt fédérale protégée de l'Oregon (États-Unis). Elle est fréquentée par 799 000 visiteurs. Elle a été créée le 1er juillet 1908.

## Protection du territoire
On retrouve trois zones de nature sauvage dans la forêt nationale soit celle de Boulder Creek (8 047 ha), ainsi qu'une partie de celles du Mont Thielsen (8 969 ha) et de Rogue-Umpqua Divide (11 992 ha).

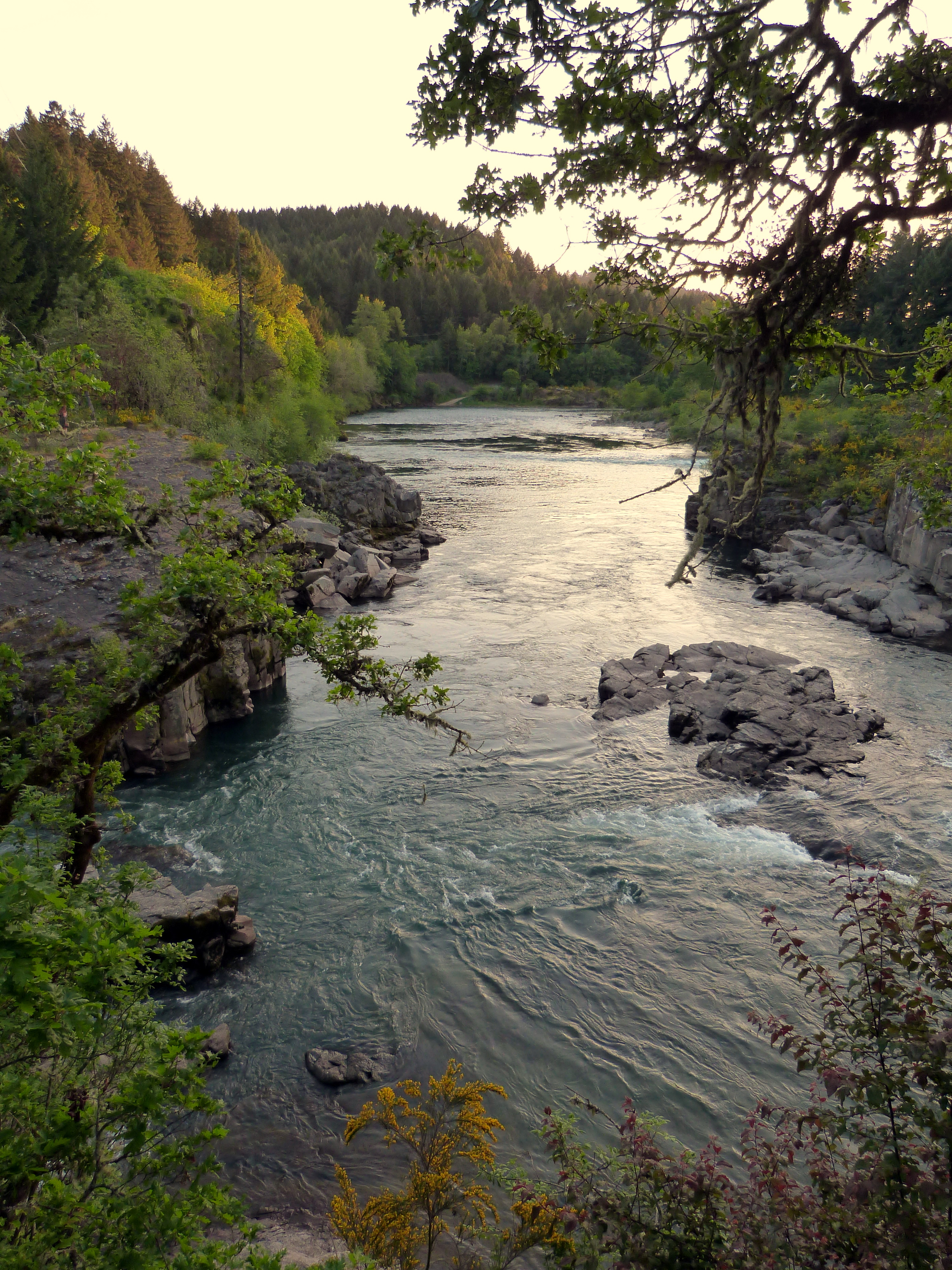
Les Colliding Rivers
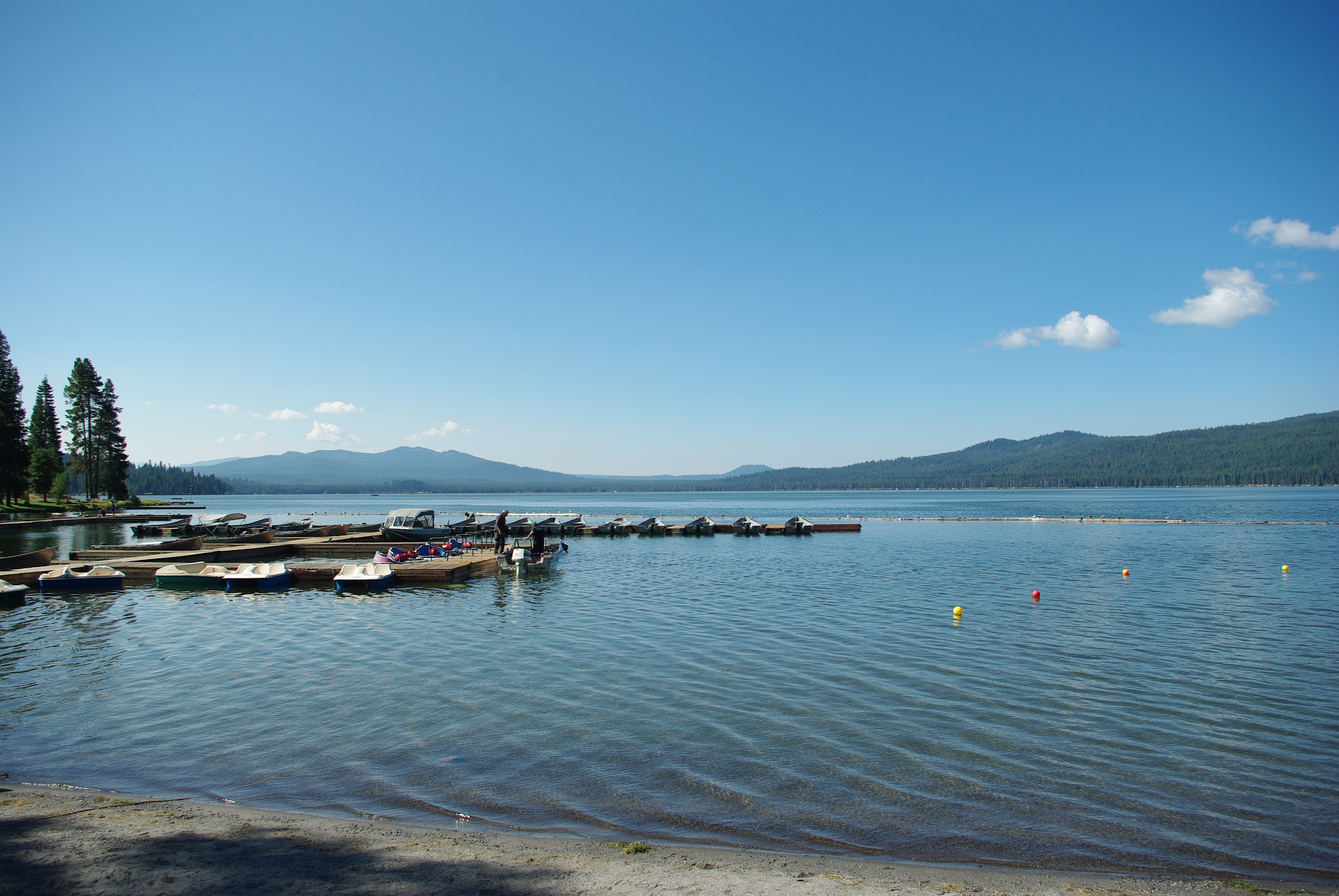
Le lac Diamond